# Carlino
Carlino là một đô thị ở tỉnh Udine trong vùng Friuli-Venezia Giulia thuộc Ý, có cự ly khoảng 50 km về phía tây bắc của Trieste và khoảng 30 km về phía nam của Udine. Tại thời điểm ngày 31 tháng 12 năm 2004, đô thị này có dân số 2.816 người và diện tích là 30,3 km².
Carlino giáp các đô thị: Castions di Strada, Marano Lagunare, Muzzana del Turgnano, San Giorgio di Nogaro.